# Plan de la infinit
În geometria proiectivă, un plan de la infinit este hiperplanul de la infinit al unui spațiu proiectiv⁠(d) tridimensional sau la orice plan conținut într-un hiperplan, aflat la infinitul oricărui spațiu proiectiv de dimensiuni superioare. Acest articol se va referi exclusiv la cazul tridimensional.

## Definiție
Există două abordări pentru definirea planului de la infinit care depind de faptul dacă se pornește de la un 3-spațiu proiectiv sau de la un 3-spațiu afin.
Dacă se dă un 3-spațiu proiectiv, planul de la infinit este orice plan proiectiv⁠(d) distinct al spațiului. Acest punct de vedere subliniază faptul că acest plan nu este diferit geometric de orice alt plan. Pe de altă parte, având în vedere un 3-spațiu afin, planul de la infinit este un plan proiectiv care se adaugă la 3-spațiul afin pentru a-i da închiderea proprietății de Incidență⁠(d). Adică punctele planului de la infinit sunt punctele în care se vor întâlni liniile paralele ale 3-spațiului afin, iar dreptele sunt dreptele în care 3-planele paralele ale 3-spațiului afin se vor intersecta. Rezultatul adăugării este 3-spațiul proiectiv, {\displaystyle P^{3}}. Acest punct de vedere subliniază structura internă a planului de la infinit, dar îl face să pară „special” în comparație cu celelalte plane ale spațiului.
Dacă 3-spațiul afin este real, {\displaystyle \mathbb {R} ^{3}}, atunci adăugarea planului proiectiv real⁠(d) {\displaystyle \mathbb {R} P^{2}} la infinit produce 3-spațiul proiectiv real {\displaystyle \mathbb {R} P^{3}}.

## Reprezentarea analitică
Deoarece oricare două planuri proiective dintr-un 3-spațiu proiectiv sunt echivalente, se poate alege un sistem de coordonate omogene astfel încât orice punct din planul de la infinit să fie reprezentat ca (X:Y:Z:0). Orice punct din 3-spațiul afin va fi apoi reprezentat ca (X:Y:Z:1). Punctele din planul de la infinit par să aibă trei grade de libertate, dar coordonatele omogene sunt echivalente la orice redimensionare:
{\displaystyle (X:Y:Z:0)\equiv (aX:aY:aZ:0)},
astfel încât coordonatele (X:Y:Z:0) pot fi normalizate, reducând astfel gradele de libertate la două (deci o suprafață, și anume, un plan proiectiv).
Enunț: Orice dreaptă care trece prin origine (0:0:0:1) și prin punctul (X:Y:Z:1) va intersecta planul de la infinit în punctul (X:Y:Z:0).
Demonstrație: Dreapta care trece prin punctele (0:0:0:1) și (X:Y:Z:1) va consta din punctele ale căror coordonate sunt o combinație liniară a coordonatelor celor două puncte date:
{\displaystyle a(0:0:0:1)+b(X:Y:Z:1)=(bX:bY:bZ:a+b).}
Ca un asemenea punct să se afle în planul de la infinit este necesar ca {\displaystyle a+b=0}. Deci, alegând {\displaystyle a=-b} se obține punctul
{\displaystyle (bX:bY:bZ:0)=(X:Y:Z:0).} (Q.E.D.)
Orice pereche de drepte paralele în 3-spații se vor intersecta într-un punct al planului de la infinit. De asemenea, fiecare dreaptă din 3-spații intersectează planul de la infinit într-un punct unic. Acest punct este determinat de direcția (panta) — și numai de direcția — dreptei. Pentru a determina acest punct, dacă dreapta nu trece deja prin origine se ia în considerare o dreaptă paralelă cu dreapta dată, dar care trece prin origine. Apoi se alege pe această a doua dreaptă un punct oarecare, altul decât originea. Dacă coordonatele omogene ale acestui punct sunt (X:Y:Z:1), atunci coordonatele omogene ale punctului de la infinit prin care trec prima și a doua dreaptă sunt (X:Y:Z: 0).
Exemplu: Fie o dreaptă care trece prin punctele (0:0:1:1) și (3:0:1:1). O dreaptă paralelă trece prin punctele (0:0:0:1) și (3:0:0:1). Această a doua dreaptă intersectează planul de la infinit în punctul (3:0:0:0). Dar și prima dreaptă trece prin acest punct:
{\displaystyle \lambda (3:0:1:1)+\mu (0:0:1:1)}
{\displaystyle =(3\lambda :0:\lambda +\mu :\lambda +\mu )}
{\displaystyle =(3:0:0:0)}
când {\displaystyle \lambda +\mu =0}. (Q.E.D.)
Orice pereche de plane paralele din 3-spațiul afin se vor intersecta într-o dreaptă proiectivă (o dreaptă de la infinit) în planul de la infinit. De asemenea, fiecare plan din 3-spațiul afin intersectează planul de la infinit într-o dreaptă unică. Această dreaptă este determinată de direcția —și doar de direcția — planului.

## Proprietăți
Deoarece planul de la infinit este un plan proiectiv, acesta este homeomorf⁠(d) cu suprafața unei sfere în care punctele antipodale sunt echivalente: S2/{1,−1}.